# Lithax niger
Lithax niger là một loài trong họ Goeridae. Chúng phân bố ở miền Cổ bắc.